# Georgina Mello
Georgina Maria Augusta Benrós de Mello, kurz Georgina Mello (* in São Vicente, Kap Verde) ist eine kap-verdische Wirtschaftswissenschaftlerin und Generaldirektorin der Gemeinschaft der portugiesischsprachigen Länder (CPLP).

## Leben

### Ausbildung
Georgina Benrós de Mello wurde auf der Insel São Vicente der Kap Verden geboren. Nach ihrer Schulausbildung in Paul, auf Santo Antão, studierte sie zunächst Wirtschaftswissenschaften am Lissabonner Instituto Superior de Economia e Gestão. Nach ihrer licenciatura absolvierte sie verschiedene Stationen, u. a. am CENFA auf Kap Verde, an der FUNDAP in Brasilien und an der Graduate School of Public and International Affairs der University of Pittsburgh. Anschließend schloss sie ihr Studium in Tourismus-, Denkmal- und Entwicklungsstudien an der Universidade de Cabo Verde mit einer Arbeit mit dem Titel Museu virtual de Paisagens de Cabo Verde – Por um modelo alternativo de turismo (Virtuelles Museum der Landschaften der Kap Verden – für ein alternatives Tourismusmodell) ab.

### Beruflicher Werdegang
Nach ihrer akademischen Karriere arbeitete Mello zunächst als Wirtschaftswissenschaftlerin in ihrem Heimatland, bevor sie nach Osttimor zog, wo sie die Agentur für Investitionen und Exporte aufbaute und unter anderem deren erste Geschäftsführerin war. Zeitweilig war sie auch kap-verdische Ministerin für Tourismus, Industrie und Handel.
Später hatte sie unter anderem verschiedene Positionen innerhalb des öffentlichen Sektors der Kap Verde inne. Ihre letzte Position war die der Koordinatorin für die nationale Umsetzung des Programs Quadro Integrado Reforçado der Welthandelsorganisation in Kap Verde. Im Rahmen dieser Aufgabe beschäftigte sie sich vor allem mit der Entwicklung und Anwerbung von Investitionen in dem Inselstaat.

### Generaldirektorin der CPLP
Im Februar 2014 ernannte die Gemeinschaft der portugiesischsprachigen Ländern (CPLP) Georgina Mello zur neuen Generaldirektorin. Sie löste damit den guinea-bissauischen Vorsitzenden Hélder Vaz Lopes ab. In ihrer Antrittsrede verdeutliche Mello ihren gewünschten Kurswechsel für die Organisation, die sich wesentlich stärker um eine Vernetzungen der Wirtschaften und Zivilgesellschaften zwischen den portugiesischsprachigen Ländern kümmern sollte.
Im Jahr 2015 erhielt Mello den Prémio Feminina – ein Preis für herausragende Leistungen portugiesischsprachiger Frauen. Die Auszeichnung wird von der portugiesischen Matriz Portuguesa vergeben.